# Grallipeza arcuata
Grallipeza arcuata är en tvåvingeart som beskrevs av Willi Hennig 1934. Grallipeza arcuata ingår i släktet Grallipeza och familjen skridflugor.
Artens utbredningsområde är Bolivia. Inga underarter finns listade i Catalogue of Life.